# فالتر فونك
فالتر فونك (بالألمانية: Walther Funk )‏ (و. 1890 – 1960 م) هو صحفي، ومصرفي، واقتصادي، وسياسي ألماني، كان عضوًا في الحزب النازي، توفي في دوسلدورف، عن عمر يناهز 70 عاماً.

## مناصب
تولى منصب عضو مجلس النواب الألماني للجمهورية فايمار.

## التعليم
تعلم في جامعة لايبتزغ.

## وصلات خارجية
- فالتر فونك على موقع IMDb (الإنجليزية)
- فالتر فونك على موقع الموسوعة البريطانية (الإنجليزية)
- فالتر فونك على موقع مونزينجر (الألمانية)
- فالتر فونك على موقع إن إن دي بي (الإنجليزية)